# كوزيمو الثالث
كوزيمو الثالث دي ميديشي (بالإيطالية: Cosimo III de' Medici)‏، غراندوق توسكانا (14 أغسطس 1642 - 31 أكتوبر 1723)، كان دوقا أكبر لتوسكانا في الفترة بين عامي 1670 و1723.
separatore

## روابط خارجية
- كوزيمو الثالث على موقع الموسوعة البريطانية (الإنجليزية)